# Championnat d'Égypte de football 1977-1978
Navigation
Saison précédente Saison suivante
La saison 1977-1978 du Championnat d'Égypte de football est la 22e édition du championnat de première division égyptien. Quatorze clubs égyptiens prennent part au championnat organisé par la fédération. Les équipes sont regroupées au sein d'une poule unique où elles rencontrent leurs adversaires deux fois, à domicile et à l'extérieur. À l'issue du championnat, pour faire passer l'élite de 14 à 12 clubs, les quatre derniers du classement sont relégués et remplacés par les deux meilleures équipes de deuxième division.
C'est le club du Zamalek SC qui remporte la compétition, après avoir terminé en tête du classement final, à égalité de points mais une meilleure différence de buts que le triple tenant du titre, Al Ahly SC. Al Olympi prend la 3e place, à huit points du duo de tête. C'est le 4e titre de champion d'Égypte de l'histoire du club, qui manque le doublé en s'inclinant en finale de la Coupe d'Égypte face à Al Ahly.

## Les clubs participants
| - Al Ahly SC - Tersana SC - Zamalek SC - Esco - Ittihad Alexandrie - Ismaily SC - Suez El-Riyadi | - Gut Bilbeis - Promu de D2 - Al Olympi - Factory 36 - Promu de D2 - Al-Masry Club - El-Plastic - Al Mansourah Sporting Club - Ghazl El Mahallah |

## Compétition

### Classement
Le classement est établi sur le barème de points classique (victoire à 2 points, match nul à 1, défaite à 0).
| Rang | Équipe                     | Pts | J  | G  | N  | P  | Bp | Bc | Diff |
| ---- | -------------------------- | --- | -- | -- | -- | -- | -- | -- | ---- |
| 1    | Zamalek SC                 | 41  | 26 | 18 | 5  | 3  | 41 | 7  | +34  |
| 2    | Al Ahly SC T C             | 41  | 26 | 17 | 7  | 2  | 41 | 8  | +33  |
| 3    | Al Olympi                  | 33  | 26 | 13 | 7  | 6  | 28 | 22 | +6   |
| 4    | Ghazl El Mahallah          | 28  | 26 | 10 | 8  | 8  | 21 | 17 | +4   |
| 5    | Al-Masry Club              | 28  | 26 | 9  | 10 | 7  | 20 | 18 | +2   |
| 6    | Ittihad Alexandrie         | 28  | 26 | 9  | 10 | 7  | 18 | 19 | -1   |
| 7    | Ismaily SC                 | 27  | 26 | 8  | 11 | 7  | 21 | 17 | +4   |
| 8    | Suez El-Riyadi             | 27  | 26 | 10 | 7  | 9  | 19 | 20 | -1   |
| 9    | Tersana SC                 | 25  | 26 | 9  | 13 | 9  | 20 | 24 | -4   |
| 10   | Al Mansourah Sporting Club | 24  | 26 | 7  | 10 | 9  | 19 | 24 | -5   |
| 11   | Esco                       | 22  | 26 | 6  | 10 | 10 | 22 | 28 | -6   |
| 12   | El-Plastic                 | 16  | 26 | 4  | 8  | 14 | 11 | 31 | -20  |
| 13   | Factory 36 P               | 15  | 26 | 3  | 9  | 14 | 12 | 26 | -14  |
| 14   | Gut Belbais P              | 9   | 26 | 3  | 3  | 20 | 14 | 47 | -33  |

| Légende : Qualifications et relégations | Légende : Qualifications et relégations                                |
| --------------------------------------- | ---------------------------------------------------------------------- |
|                                         | Qualification pour la Coupe d'Afrique des clubs champions 1979         |
|                                         | Qualification pour la Coupe des Coupes 1979                            |
|                                         | Relégation directe en deuxième division                                |
|                                         | T : Tenant du titre C : Vainqueur de la Coupe d'Égypte P : Promu de D2 |

## Bilan de la saison
| Championnat d'Égypte de football 1977-1978 |                       |
| Champion                                   | Zamalek SC (4e titre) |
| Coupes et trophées                         |                       |
| Vainqueur de la Coupe d'Égypte 1977-1978   | Al Ahly SC            |
| Qualifications continentales               |                       |
| Coupe d'Afrique des clubs champions 1979   | Zamalek SC            |
| Coupe des Coupes 1979                      | Ittihad Alexandrie    |
| Promotions et relégations                  |                       |
| Promus en Egyptian Premier League          | Al-Moqaouloun         |
| Promus en Egyptian Premier League          | Ala'ab Damanhour      |
| Relégués en Egyptian Second League         | Esco                  |
| Relégués en Egyptian Second League         | El-Plastic            |
| Relégués en Egyptian Second League         | Factory 36            |
| Relégués en Egyptian Second League         | Gut Belbais           |